# Armand Du Plessy
Armand Du Plessy (de son vrai nom Armand De Prins), né à Ixelles (Belgique) le 19 juillet 1883 et décédé le 26 janvier 1924 à Nice (France), est un réalisateur belge.

## Biographie
Ancien directeur de théâtre bruxellois, Armand Du Plessy commence à travailler dans le cinéma en 1917 en adaptant une nouvelle d'Arnold Day pour André Hugon, mais ne devient réalisateur qu'en 1919.
Il est connu pour ses films patriotiques produits par Hippolyte De Kempeneer. Alors qu'il tourne six films en 1919 et sept en 1921, il n'en a tourné aucun en 1920.
Armand Du Plessy meurt d'une embolie alors qu'il venait de terminer le tournage des Demi-vierges.

## Filmographie
- 1917 : Chacals d'André Hugon (seulement adaptation)
- 1919 : Fred en a une bien bonne
- 1919 : La Rose de la Riviera
- 1919 : Suprême Sacrifice coréalisé avec le cinéaste Alfred Machin (Du Plessy a terminé le film commencé, avant la guerre, par Machin)
- 1919 : Les trois flambeaux de la mort
- 1919 : Le Conscrit (De loteling)
- 1921 : La Petite chanteuse des rues (Het Straatzangeresje) avec Nadia D'Angely
- 1921 : Destinée coréalisé avec Gaston Mouru de Lacotte (+ scénario)
- 1921 : La Libre Belgique avec Henri Goidsen
- 1921 : Le Gentilhomme pauvre d'après le scénario du roman paru en 1855 de Hendrik Conscience, produit par Hippolyte De Kempeneer avec Jules Raucourt[2].
- 1921 : Âme belge
- 1921 : La petite fille et la vieille horloge
- 1921 : La Dentellière de Bruges (De kantwerkster van Brugge)
- 1922 : La Jeune Belgique racontant le martyre d'Yvonne Vieslet.
- 1922 : Knock Out !
- 1923 : La Garçonne (+ production)
- 1923 : Le Mariage de minuit (+ scénario)
- 1924 : L'Héritage de cent millions
- 1924 : Les Demi-vierges